# Elezioni suppletive per la Camera dei rappresentanti degli Stati Uniti d'America del 1790
Nel corso del 1790 si tennero elezioni suppletive per la Camera dei rappresentanti per eleggere deputati della Camera dei rappresentanti dei distretti rimasti vacanti. 

## Risultati

### 9º distretto congressuale della Virginia
Le elezioni politiche suppletive nel 9º distretto congressuale della Virginia si sono tenute il 7 luglio, in seguito alla morte di Theodorick Bland
| Partito                            | Partito                                      | Candidato                          | Risultati 7 luglio | Risultati 7 luglio |
| Partito                            | Partito                                      | Candidato                          | Voti               | %                  |
| ---------------------------------- | -------------------------------------------- | ---------------------------------- | ------------------ | ------------------ |
|                                    | Antifederalismo                              | William B. Giles                   | 1 561              | 54,54              |
|                                    | Federalisti                                  | John Samuel Sherburne              | 1 301              | 45,46              |
|                                    |                                              |                                    |                    |                    |
| Iscritti                           | Iscritti                                     | Iscritti                           | 2 862              | 100,00             |
| ↳ Votanti (% su iscritti)          | ↳ Votanti (% su iscritti)                    | ↳ Votanti (% su iscritti)          | 2 862              | 100,00             |
| ↳ Voti validi (% su votanti)       | ↳ Voti validi (% su votanti)                 | ↳ Voti validi (% su votanti)       | 2 862              | 100,00             |
| ↳ Schede non valide (% su votanti) | ↳ Schede non valide (% su votanti)           | ↳ Schede non valide (% su votanti) | 0                  | 0,00               |
| ↳ Astenuti (% su iscritti)         | ↳ Astenuti (% su iscritti)                   | ↳ Astenuti (% su iscritti)         | 0                  | 0,00               |
|                                    |                                              |                                    |                    |                    |
|                                    | Esito: collegio confermato a Antifederalismo |                                    |                    |                    |

### Connecticut at-large
Le elezioni politiche suppletive nel distretto congressuale at-large del Connecticut si sono tenute il 16 dicembre, in seguito alle dimissioni di Pierpont Edwards 
| Partito                            | Partito                                  | Candidato                          | Risultati 16 dicembre | Risultati 16 dicembre |
| Partito                            | Partito                                  | Candidato                          | Voti                  | %                     |
| ---------------------------------- | ---------------------------------------- | ---------------------------------- | --------------------- | --------------------- |
|                                    | Federalisti                              | Jeremiah Wadsworth                 | 1 222                 | 45,01                 |
|                                    | Federalisti                              | Amasa Learned                      | 800                   | 29,47                 |
|                                    | Federalisti                              | Benjamin Huntington                | 333                   | 12,27                 |
|                                    | Indipendente                             | Tapping Reeve                      | 203                   | 7,48                  |
|                                    | Indipendente                             | Stephen M. Mitchell                | 103                   | 3,79                  |
|                                    | Indipendente                             | James Davenport                    | 37                    | 1,36                  |
|                                    | Indipendente                             | John Chester                       | 17                    | 0,63                  |
|                                    |                                          |                                    |                       |                       |
| Iscritti                           | Iscritti                                 | Iscritti                           | 2 715                 | 100,00                |
| ↳ Votanti (% su iscritti)          | ↳ Votanti (% su iscritti)                | ↳ Votanti (% su iscritti)          | 2 715                 | 100,00                |
| ↳ Voti validi (% su votanti)       | ↳ Voti validi (% su votanti)             | ↳ Voti validi (% su votanti)       | 2 715                 | 100,00                |
| ↳ Schede non valide (% su votanti) | ↳ Schede non valide (% su votanti)       | ↳ Schede non valide (% su votanti) | 0                     | 0,00                  |
| ↳ Astenuti (% su iscritti)         | ↳ Astenuti (% su iscritti)               | ↳ Astenuti (% su iscritti)         | 0                     | 0,00                  |
|                                    |                                          |                                    |                       |                       |
|                                    | Esito: collegio confermato a Federalisti |                                    |                       |                       |

## Riepilogo
| Dat         | Stato       | Collegio | Parlamentare uscente | Partito         | Parlamentare eletto | Partito         |
| ----------- | ----------- | -------- | -------------------- | --------------- | ------------------- | --------------- |
| 7 luglio    | Virginia    | 9°       | Theodorick Bland     | Antifederalisti | William B. Giles    | Antifederalisti |
| 16 dicembre | Connecticut | At-large | Pierpont Edwards     | Federalisti     | Jeremiah Wadsworth  | Federalisti     |